# باب اسفنجی شلوار مکعبی: عملیات همبرگر خرچنگی
باب اسفنجی شلوار مکعبی: عملیات همبرگر خرچنگی یک بازی ویدئویی در سال ۱۳۸۰ است که توسط تی اچ کیو با حضور باب اسفنجی منتشر شده‌است.

## داستان
این بازی دو داستان جداگانه دارد، بسته به این که بازیکن برای بیدار شدن از کدام طرف تخت انتخاب کند. این بازی دارای پنج بازی کوچک است.

### طرف اشتباه است
پلانکتون حلزون حیوان خانگی باب اسفنجی گری را می‌رباید و باب اسفنجی باید برای پس دادن گری وظایفی را برای پلانکتون انجام دهد.
اولین کار باب اسفنجی که بیش از یک ضبط صوت ارائه می‌شود، گرفتن اجازه قایقرانی است. پس از جلسه توجیهی، ضبط کننده قادر به تخریب خود نیست.
باب اسفنجی از پاتریک کمک می‌خواهد، بنابراین پاتریک موافقت می‌کند که به باب اسفنجی کمک کند ژله‌های چتر دریایی را جمع کند. بعد از مأموریت، پلانکتون به باب اسفنجی می‌گوید که به مجموعه ای از همبرگر خرچنگی احتیاج دارد.
باب اسفنجی به تماشای گروهی از مورچه‌های دریایی می‌رود که درون چام باکت (رستوران مخوف پلانکتون) قرار دارند. پلانکتون به آنها می‌گوید همبرگر خرچنگی را به چام باکت بیاورید، اما آنها نافرمانی می‌کنند و آنها را به خانه باب اسفنجی می‌آورند. باب اسفنجی وظیفه بعدی خود را دریافت می‌کند.
باب اسفنجی از اختاپوس می‌خواهد تا به او کمک کند تا پنیر را جمع کند تا گری را پس بگیرد.
آخرین چیزی که پلانکتون درخواست می‌کند، صد دلار باج است. باب اسفنجی برای کسب درآمد کشتی آقای خرچنگ را پیدا می‌کند. او از باب اسفنجی می‌خواهد که از گنج خود در برابر دزدان دریایی شبح محافظت کند. پس از آن، او صد دلار از آقای خرچنگ می‌خواهد. آقای خرچنگ با آن موافق می‌کند. در همین حال، در چام باکت، ضبط صوت تخریب کننده باب اسفنجی، که توسط یکی از مورچه‌ها از خانه باب اسفنجی حمل شده بود، سرانجام کار می‌کند و رستوران را خراب می‌کند. گری، که قبلاً فرار کرده بود، باب اسفنجی را پیدا می‌کند و دوباره به او می‌پیوندد.

### سمت راست
پلانکتون ماکت ربات آقای خرچنگ را ایجاد کرده‌است تا به رستوران آقای خرچنگ نفوذ کرده و دستورالعمل همبرگر خرچنگی را بدزدد.
پلانکتون ربات آقای خرچنگ را به مورچه‌های دریا ارائه می‌دهد و به آنها دستور می‌دهد تا از آن برای گرفتن همبرگر خرچنگی استفاده کنند.
باب اسفنجی ربات آقای خرچنگ را در نزدیکی رستوران آقای خرچنگ پیدا می‌کند و تصمیم می‌گیرد وقتی به خانم پاف می‌رود به او هشدار دهد. باب اسفنجی برای پیدا کردن او مجوز قایقرانی خود را می‌گیرد. پس از گرفتن مجوز، او با وسیله نقلیه خود تصادف می‌کند و با پرواز به بیرون، در نزدیکی پاتریک فرود می‌آید.
پاتریک باب اسفنجی را به زمین ماهیگیری می‌برد، که اشتباه آن را با کارناوال می‌داند. پس از اینکه باب اسفنجی آخرین قطعه طعمه را خورد، ربات آقای خرچنگ را می‌بیند و روی یک چتر دریایی فرار می‌کند.
سندی می‌خواهد با باب اسفنجی به شکار عروس دریایی بپردازد. بعد از مأموریت، یک چتر دریایی باب اسفنجی را به سمت آقای خرچنگ می‌برد تا بتواند در مورد ربات آقای خرچنگ به او هشدار دهد.
باب اسفنجی آقای خرچنگ را پیدا می‌کند و به او کمک می‌کند تا گنجینه خود را از دست دزدان دریایی نجات دهد. باب اسفنجی پس از مأموریت، آقای خرچنگ را از ربات آقای خرچنگ مطلع می‌کند، اما او نگران نمی‌شود. پلانکتون وقتی از طریق ربات آقای خرچنگ این را می‌شنود گوش می‌دهد و سعی می‌کند او را اخراج کند، اما ربات خودش را نابود می‌کند.

## بازخورد
طبق گروه ان پی دی، باب اسفنجی شلوار مکعبی: عملیات همبرگر خرچنگی بیستمین بازی پرفروش رایانه ای سال ۲۰۰۲ بود. فقط در ایالات متحده ۴۹۰۰۰۰ جلد فروخت و تا اوت ۲۰۰۶ درآمد ۱۰/۹ میلیون دلاری را کسب کرد. در آن زمان، این باعث شد که مجله اج آن را بیست و نهمین بازی پرفروش رایانه ای و پرفروش‌ترین عنوان رایانه ای باب اسفنجی در این کشور معرفی کند که از ژانویه ۲۰۰۰ منتشر شد. یکی از نویسندگان این مجله خاطرنشان کرد که «بهترین بازی ساخته نشده و از نظر بیشتر حتی بهترین بازی باب اسفنجی ساخته نشده» است اما نوشت که به دلیل مجوز باب اسفنجی هنوز فروش خوبی دارد.